# Linde (entreprise)
Pour les articles homonymes, voir Linde.
Linde est un groupe international américano-allemand résultant de la fusion du groupe américain Praxair et du groupe allemand Linde, spécialisés dans les domaines Gaz et Ingénierie, dont le siège est à Dublin. Linde est considéré, depuis son rachat de BOC Gases en 2006, comme faisant partie des trois grands groupes présents dans les gaz industriels avec Air liquide et Air Products,. Linde est souvent mis en parallèle avec Air Liquide, parce qu'ils sont respectivement le 2e et le 1er acteur du marché des gaz industriels et sont tous deux basés en Europe.

## Historique

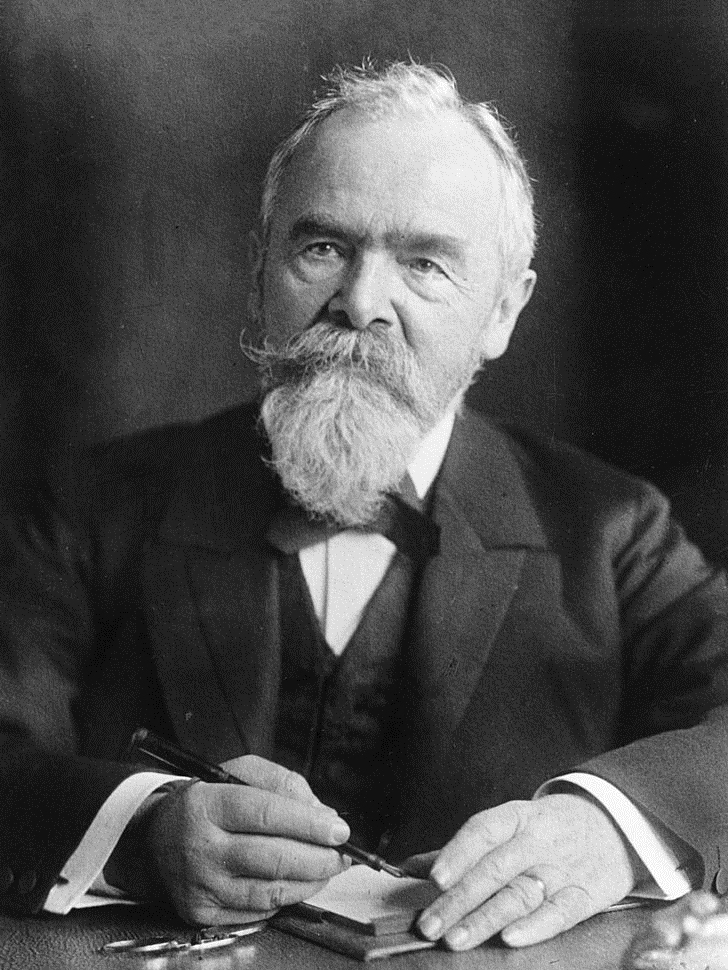
Carl von Linde

L'entreprise est fondée le 21 juin 1879 par Carl von Linde. Elle ne s'implante aux États-Unis qu'en 1906, après une contestation sur le brevet de liquéfaction de l'air. En 1916, à la suite de l'entrée en guerre des États-Unis, Linde y perd ses activités, lesquelles sont acquises l'année suivante par Union Carbide. En conséquence, Linde perd le droit d'utiliser sa marque aux États-Unis jusqu'en 1999. 
En 1930, l'ingénieur Fränkl améliore le rendement du procédé Linde en substituant aux échangeurs à serpentin des « récupérateurs », échangeurs compacts constitués de feuilles enroulées en bobine, d'un métal thermiquement bon conducteur (cuivre ou aluminium,). L'air, d'abord comprimé, est refroidi par échange jusqu'au point d'ébullition : cette étape suffit pour produire en quantité de l'oxygène liquide, mais le gaz doit ensuite être rectifié dans une colonne de distillation pour obtenir de l'azote liquide. 
En 1996, Linde acquiert ProQuip spécialisée dans les installations de gaz industriels de petites tailles.
En 2000, Linde acquiert l'entreprise suédoise Aga, présente en Europe du Nord et en Amérique du Nord et du Sud, pour l'équivalent de 2,3 milliards de livres sterling.
Entre 2002 et 2004, Linde fusionne sa filiale Process Plants avec la filiale Cryo Plants de l'anglais BOC. La division Techniques de refroidissement a été vendue en 2004 à Carrier Corporation (UTC).
En 2006, Linde a racheté pour 8,2 milliards de livres la compagnie britannique BOC, spécialisée dans les gaz industriels. Pour financer cette acquisition, la division Manipulation de matériel (chariot élévateur dont Fenwick-Linde, techniques de stockage) a été séparée sous le nom Kion puis vendue pour 4 milliards d'euros à un consortium financier composé de KKR et de Goldman Sachs.
En 2007, Linde acquiert 66 % des parts de l'entreprise algérienne de gaz industriels (ENGI), avec un engagement de construire trois unités de production de gaz industriels.
En janvier 2012, Linde acquiert les activités de dispositifs médicaux à domicile de Air Products and Chemicals pour 750 millions de dollars.
En juillet 2012, Linde acquiert Lincare, entreprise américaine spécialisée dans la mise à disposition d'oxygène pour le secteur médical et de dispositifs de respiration artificielle, pour 4,6 milliards de dollars.
En décembre 2015, Linde acquiert pour un montant non communiqué American HomePatient, une entreprise spécialisée dans les gaz à usages médicaux, notamment l'oxygène.
En décembre 2016, Linde et Praxair annoncent avoir l'intention de fusionner leur activité, au travers d'une opération, où les actionnaires de chaque entreprise auront 50 % de la nouvelle entité. Cette opération créerait une entreprise leader dans les gaz industriels avec un chiffre d'affaires de trente milliards de dollars. Le siège social de la nouvelle entité est prévu pour être en Europe,. 
En juillet 2018, Taiyo Nippon Sanso acquiert pour 5 milliards de dollars une partie des activités européennes de Praxair, à la suite de la fusion entre ce dernier et Linde Le même mois, Linde annonce la vente de 3,3 milliards d'actifs en Amérique du Nord et du Sud à Messer et à un fonds d'investissement, pour permettre l'acceptation par les autorités de la concurrence de la fusion avec Praxair.

## Activités
- Production et vente de gaz industriels.
- Prestations d'ingénierie de surfaces

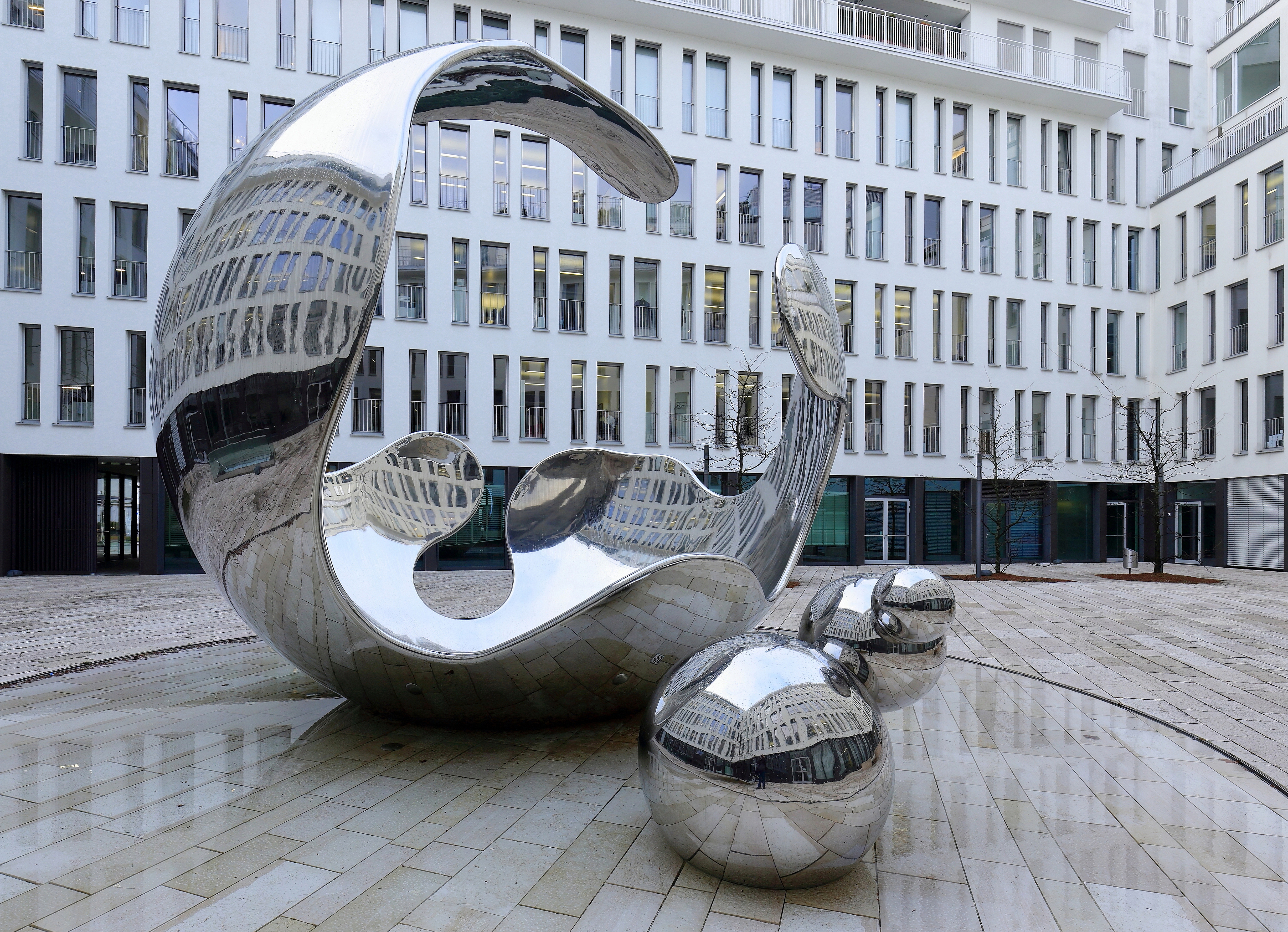
Airbone : une sculpture, par Christopher Klein, pour illustrer les activités du groupe, au siège social.
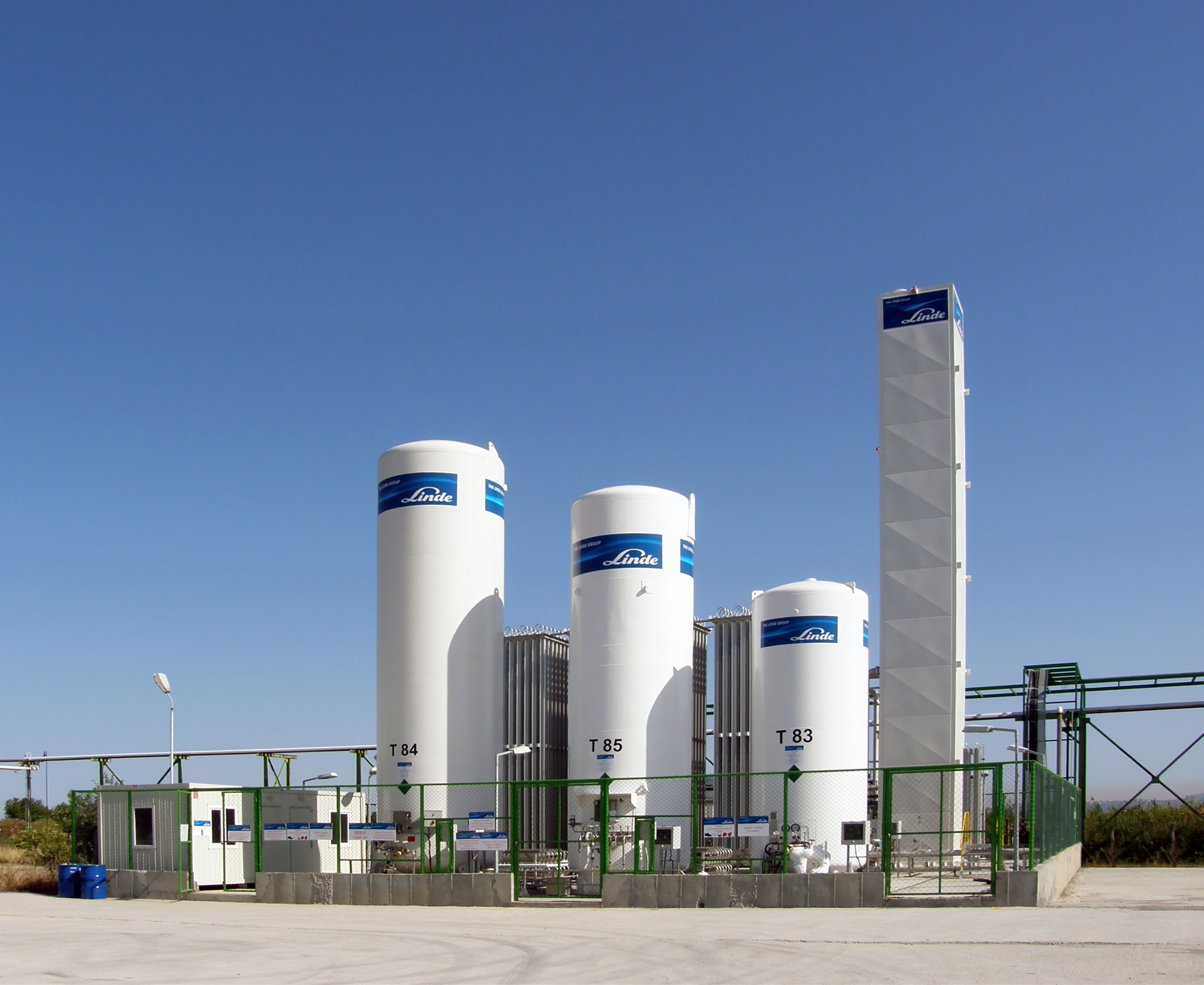
Fabrication d'azote.
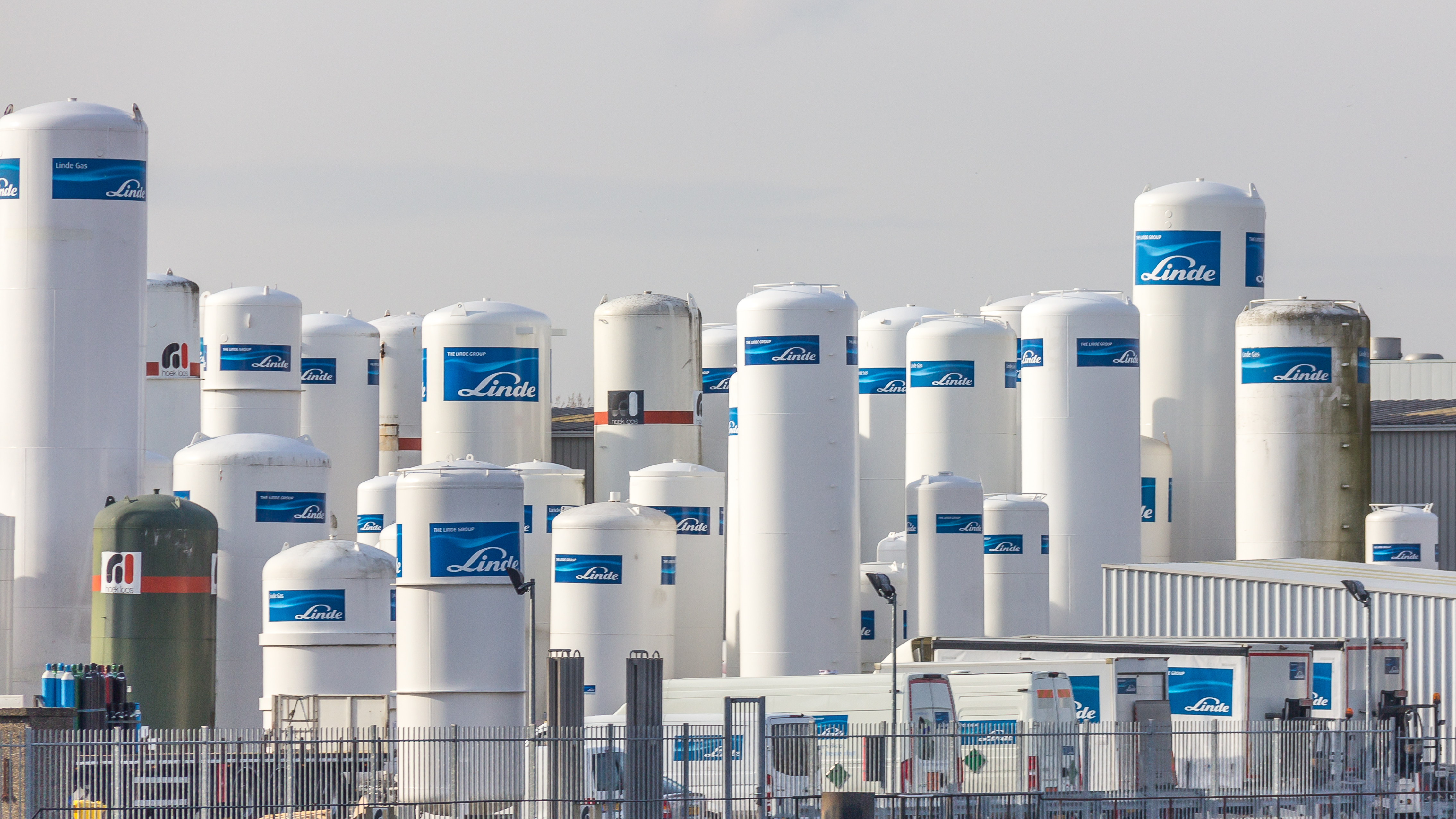
Linde Gas, Schiedam.
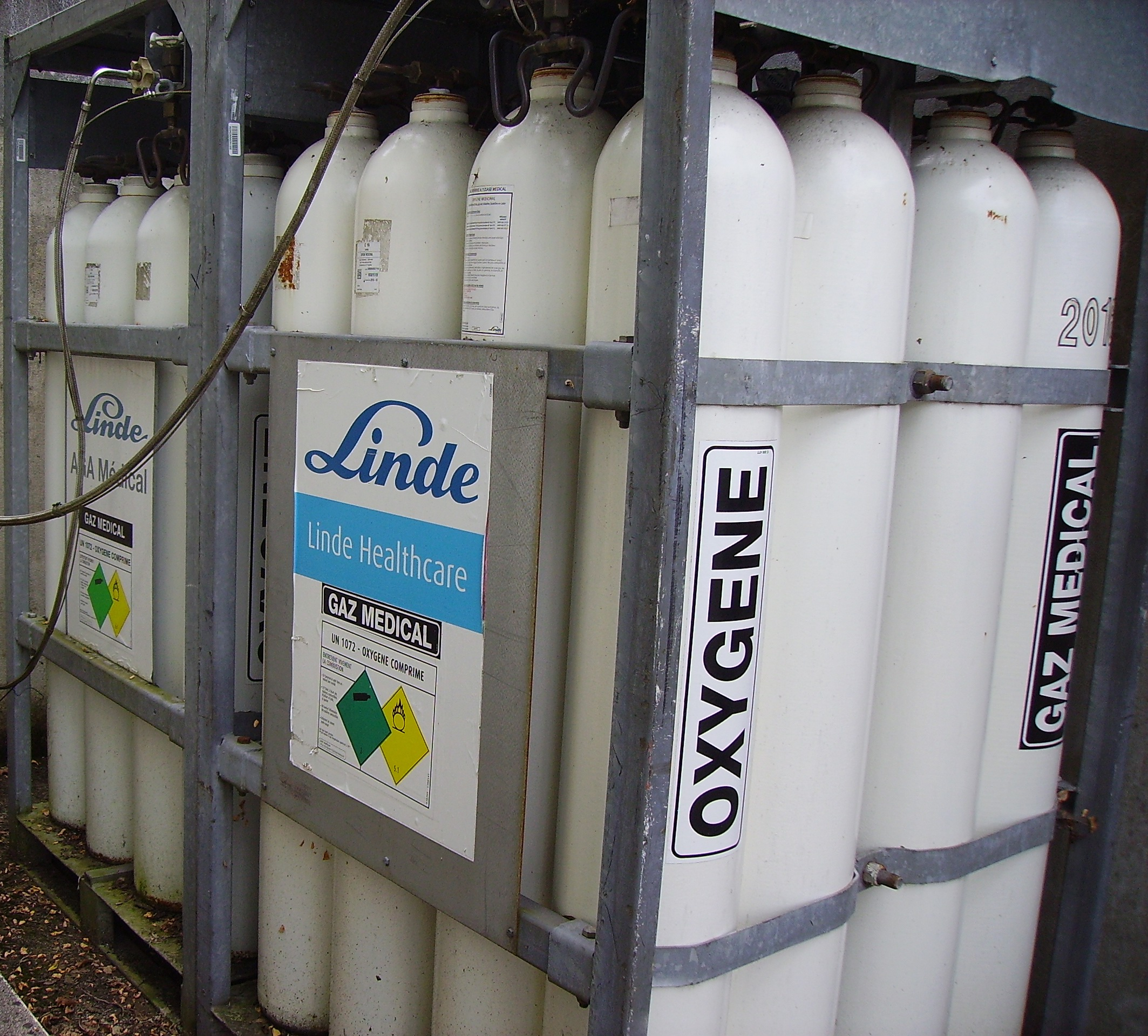
Oxygène médical en bouteille.
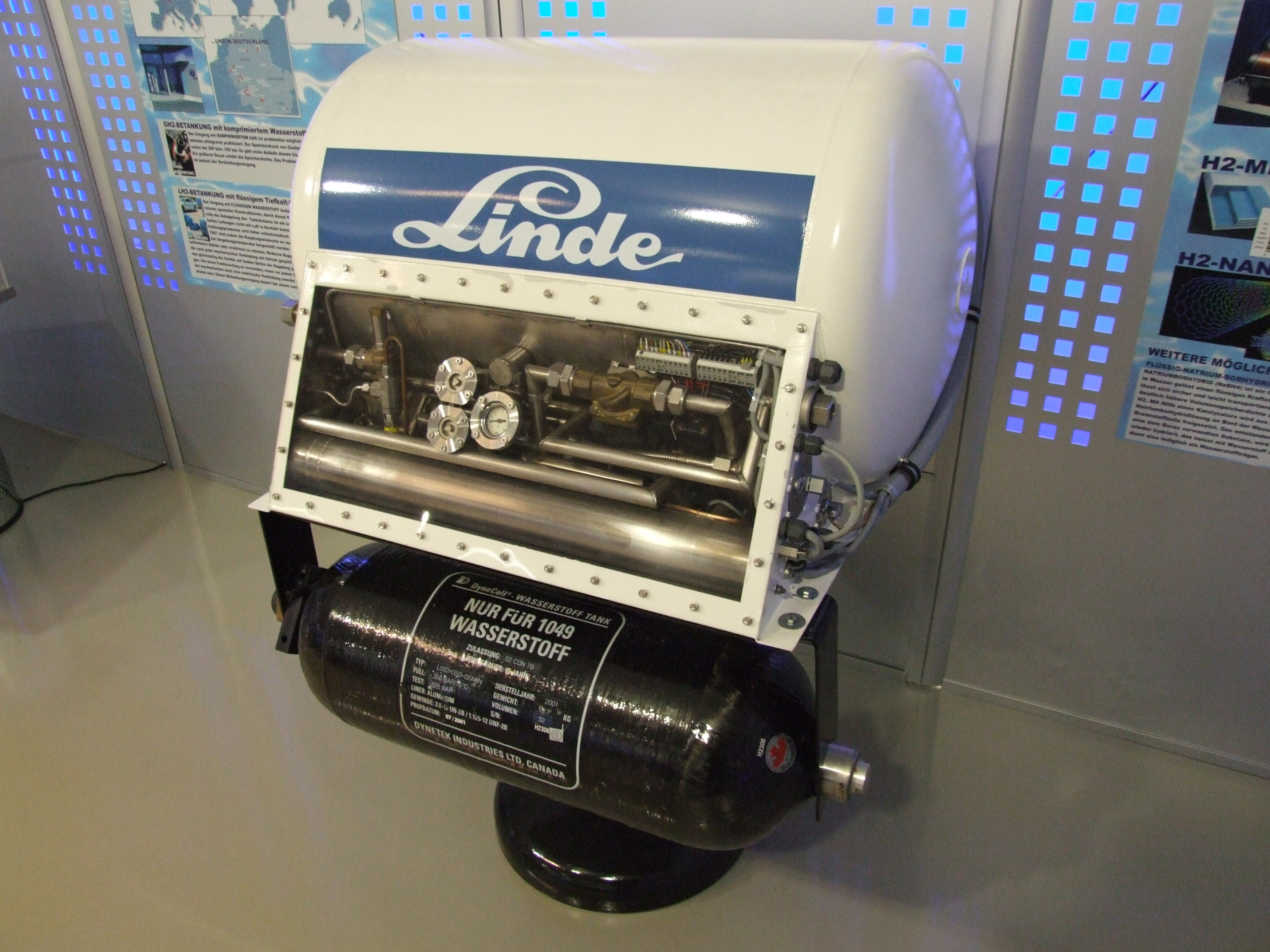
Réservoir d'hydrogène liquide (en haut).
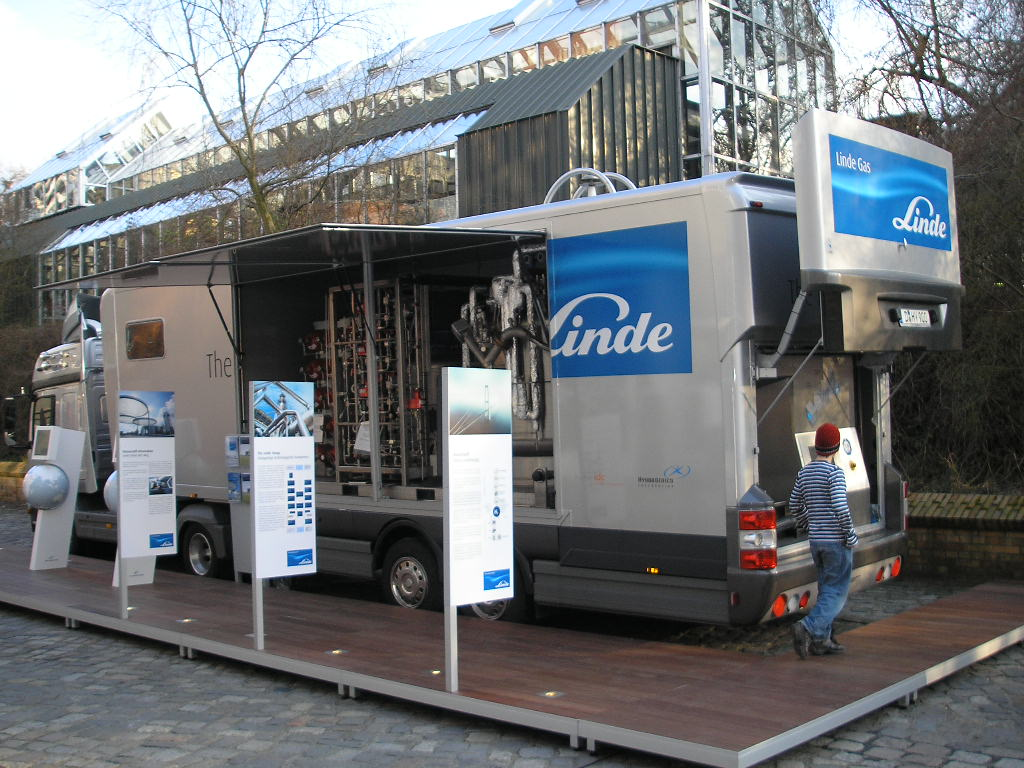
Station mobile de réservoirs d'hydrogène.
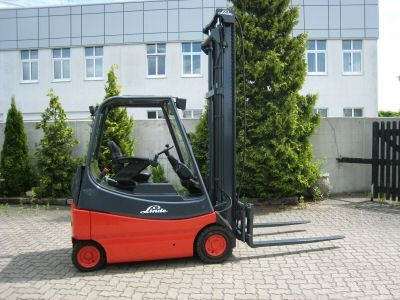
Linde E20.

## Principaux actionnaires
Au 28 janvier 2020:
| The Vanguard Group                               | 8,06% |
| SSgA Funds Management                            | 4,09% |
| Norges Bank Investment Management                | 3,04% |
| Capital Research & Management (Global Investors) | 3,01% |
| Massachusetts Financial Services                 | 2,62% |
| BlackRock Fund Advisors                          | 2,42% |
| T. Rowe Price Associate (Investment Management)  | 2,19% |
| Fidelity Management & Research                   | 1,90% |
| Capital Research & Management (World Investors)  | 1,79% |
| Barclays Bank Plc (Private Banking)              | 1,56% |